# RequireJS
RequireJS는 JavaScript의 비동기 모듈 정의를 위한 오픈 소스 구현이다. 웹사이트를 열 때가 아니라 필요할 때만 JavaScript 파일을 로드하는 데 사용된다. 또한 웹 페이지 로딩 속도를 높이기 위해 최소화된 JavaScript 파일을 생성하는 최적화 도구가 포함되어 있다.